# Mielizna Kopicka
Mielizna Kopicka – mielizna Zalewu Szczecińskiego, w jego południowo-wschodniej części. Stanowi wąski pas płycizny przy brzegu Równiny Goleniowskiej.
Nad brzegiem mielizny leży wieś Kopice. Na południe od mielizny znajduje się Zatoka na Palach.
Mielizna w całości należy do gminy Stepnica.
Nazwę Mielizna Kopicka wprowadzono urzędowo rozporządzeniem w 1949 roku, zastępując poprzednią niemiecką nazwę mielizny – Haff Schaar.